# Sordevolo
Sordevolo (Sordèivo in piemontese) è un comune italiano di 1 251 abitanti della provincia di Biella in Piemonte.

## Geografia fisica
Il borgo prealpino si trova a valle della Riserva del Monte Mars, il monte più alto delle Alpi biellesi (dove nasce il torrente Elvo), quest'ultimo quasi a ridosso della Valle d'Aosta. Abbraccia anche le pendici meridionali del monte Mucrone (2.335 m), condiviso con il vicino paese di Pollone, con il quale confina verso est.
Il toponimo deriverebbe infatti dal latino surdabulus, surgibulum ("sorgente"), o da super Elvum ("sopra l'Elvo").
Dista da Biella circa 10 km, ed ha un territorio che si estende dalla frazione Rubiola (a 590 metri di altitudine), fino alla vetta del Monte Mucrone. Include una zona alpestre, di particolare valore sotto l'aspetto paesaggistico, dove si trova la cosiddetta Trappa, un antico e articolato fabbricato del XVIII secolo che ospitò per alcuni anni monaci trappisti in fuga dalla rivoluzione francese. Verso ovest, confina con le frazioni montane di Bagneri di Muzzano e Montepennone di Graglia, mentre a sud con Muzzano e Occhieppo Superiore.

## Storia

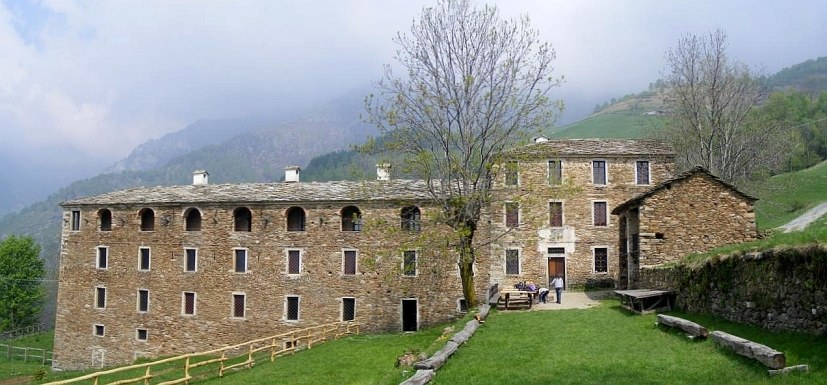
La trappa

Sordevolo ha origini antiche; già veniva citato, con altri comuni, in un documento dell'827, in quanto faceva parte della giurisdizione vescovile di Vercelli. Durante il Medioevo, fu prima infeudato ai nobili Avogadro, poi ai Visconti, quindi ai Savoia nel 1379, poi nuovamente agli Avogadro nel 1404.
Similmente, ma non totalmente come accadde al vicino paese di Pollone, Sordevolo visse un periodo di miseria, soprattutto sul finire del XVI secolo. L'economia si basava quasi esclusivamente su agricoltura e pastorizia delle vicine Alpi biellesi. Dal 1574 fino all'occupazione napoleonica, si governò con degli statuti propri, poi fu infeudata ai nobili Bruco nel 1722. Furono soprattutto questi ultimi, insieme all'altra famiglia nobile degli Ambrosetti, che vollero investire l'economia del paese sulla prima lavorazione della lana, con la produzione di avanguardia dei panni fini, favorita oltre che da un territorio ricco di corsi di acqua, anche da distese di pascoli per mucche e pecore.
Con l'aiuto economico del Monte di Pietà e il sostegno di Gregorio Ambrosetti, Sordevolo visse un periodo di fiorente splendore nell'economia tessile, tanto da ottenere la produzione di almeno il 70% di tutte le forniture d'abbigliamento militare delle truppe sabaude. Per ospitare i lavoratori tessili, nel 1750 fu costruito un edificio a cinque piani, a quota dei 1000 metri, che però fu utilizzato come monastero; questo fu infatti denominato Trappa, perché ospitò, tra il 1796 e il 1802, un gruppo di monaci trappisti fuggiti dalla Francia in seguito alla rivoluzione. In seguito alla soppressione degli ordini religiosi voluta da Napoleone I esso fu utilizzato prima a scopo agricolo e, più tardi, divenne la cellula museale dell'Ecomuseo del Biellese dedicata alla tradizione costruttiva locale.
L'Ottocento fu poi il secolo dell'evoluzione industriale; con l'arrivo della meccanica dei telai tessili, la produzione si concentrò nelle fabbriche dei Vercellone, già conosciuti come abili commercianti. Si distinguono due società, la ditta G. B. Vercellone e figli (fondata nel 1803 e che nel 1873 conta tre stabilimenti e circa 300 operai) e la ditta Fratelli Vercellone (fondata nel 1833, con circa 80 operai nel 1873). Nel 1819 la ditta G. B. Vercellone si dota di apparecchiature meccaniche e nel 1833 inizia il rinnovamento del macchinario. Questo radicale cambiamento porterà alla formazione di attività solidaristiche quali la Società Operaia Alpina, scuola serale anche per adulti.
Nel 1848 si apre la Scuola per le "figlie", indi l'Asilo infantile e siccome si è formata una compagnia teatrale con molte potenzialità, nel 1850 nasce anche il Comitato della Passione che diventerà celebre non solo nel biellese, ma in tutta Italia per la sua rappresentazione di teatro popolare sulla Passione di Cristo, cui partecipano tutti gli abitanti del borgo.
Per la sua posizione e la salubrità del suo clima, Sordevolo è anche luogo di turismo. Qui vi fu la residenza estiva di Giuseppe Giacosa, che ebbe ospite Giosuè Carducci, e fino a poco prima della seconda guerra mondiale vi abitò l'intellettuale Franco Antonicelli, guida e amico di Benedetto Croce che aveva la casa estiva nella vicina Pollone, sede del Parco della Burcina. In questo paese, nel 1925 è stato registrato uno dei rari casi di fulmine globulare.

### Simboli
Nello stemma civico è raffigurato uno scudo ovale di rosso, alla croce d'argento, consegnamento di Carlo 
Emanuele I alla Comunità nell'anno 1614.

## Monumenti e luoghi d'interesse

### Arte, religione e cultura
- Villa Cernigliaro

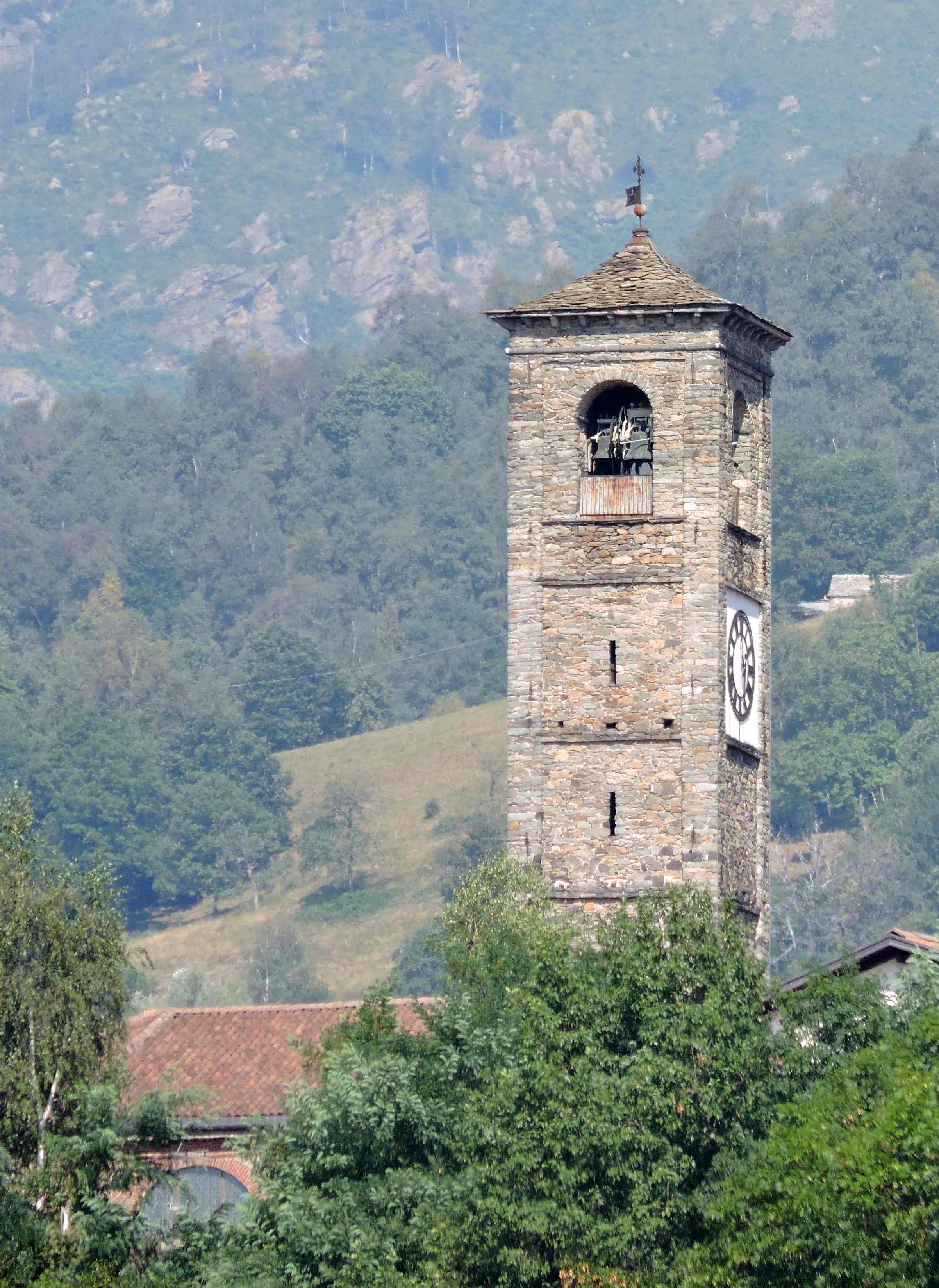
Campanile di Sant'Ambrogio

- Chiesa di Sant'Ambrogio, riedificata nel XV secolo sulle rovine dell'originario edificio medievale, e restaurata soltanto nel XIX secolo. Fu poi abbellita esternamente da fregi decorativi di Paolo Giovanni Crida, e custodisce internamente un pregiato altare marmoreo del XVIII secolo, più una balaustra dello stesso periodo, entrambi attribuiti alla scuola viggiuese.
- Oratori della Santissima Trinità e di San Francesco, entrambi risalenti al XVII secolo.
- La Chiesa della Madonna delle Grazie, XVII secolo, in frazione Verdobbio.
- la suggestiva ed imperdibile rappresentazione teatrale della Passione, un grande spettacolo di teatro popolare che si svolge nell'anfiteatro comunale da 2400 posti a sedere al coperto, ogni cinque anni, nel corso dell'estate con numerose repliche. Sono coinvolti circa 400 attori e comparse con il fondamentale impiego di cavalli e bighe romane, e la cui tradizione paesana potrebbe risalire al XVIII secolo, ma si affermò ufficialmente soltanto nel 1815[9].
- Chiesa di Santa Marta, edificata fra il XVI secolo ed il XVII secolo, ricca di dipinti ed arredi in legno - ospita nel suo coro il Museo della Passione Sordevolese.
- evento annuale Librafestival[10], un festival letterario e musicale che ospita nell'anfiteatro intitolato a papa Giovanni Paolo II concerti di artisti di valore internazionale[11].

## Società

### Evoluzione demografica
Abitanti censiti

### Tradizioni e folclore

#### La Passione di Sordevolo
Dal 1816, ogni 5 anni, gli abitanti del borgo mettono in scena il più grande spettacolo di teatro popolare corale d’Italia. Lo spettacolo della Passione di Sordevolo viene proposto in estate, all'aperto, da giugno a settembre, per un totale di oltre 30 repliche e prende vita nel grande anfiteatro intitolato a Giovanni Paolo II situato all’ingresso del paese e dotato di circa 2400 posti a sedere coperti. Tutta l’azione scenica si svolge all’interno della scenografia, che rappresenta uno scorcio della Gerusalemme del 33 d.C., ricostruita di fronte alle tribune con le sole risorse umane e tecniche locali dei sordevolesi. Gli attori e le comparse in costume sono più di 400, oltre alle circa 300 persone che lavorano dietro le quinte della rappresentazione, e tutti partecipano a titolo volontario e gratuito. La forza coinvolgente dello spettacolo si basa sulla spontaneità della recitazione di attori non professionisti, coinvolti per mesi nella preparazione e messa in scena della rappresentazione che comprende anche l’uso di numerosi cavalli e bighe romane. Il testo recitato è in versi e risale alla fine del Quattrocento, quando veniva rappresentato dalla Compagnia del Gonfalone di Roma nel Colosseo ogni Venerdì Santo. Resta tuttavia un mistero come il testo raggiunse Sordevolo, forse grazie all’affiliazione alla Compagnia da parte della sordevolese Confraternita di Santa Lucia. La prossima edizione della Passione si terrà nell'estate 2022 da giugno a settembre, quando saranno attesi oltre trentamila spettatori. Il ricavato netto degli spettacoli, da statuto, verrà devoluto ad opere di beneficenza al termine dell’edizione.

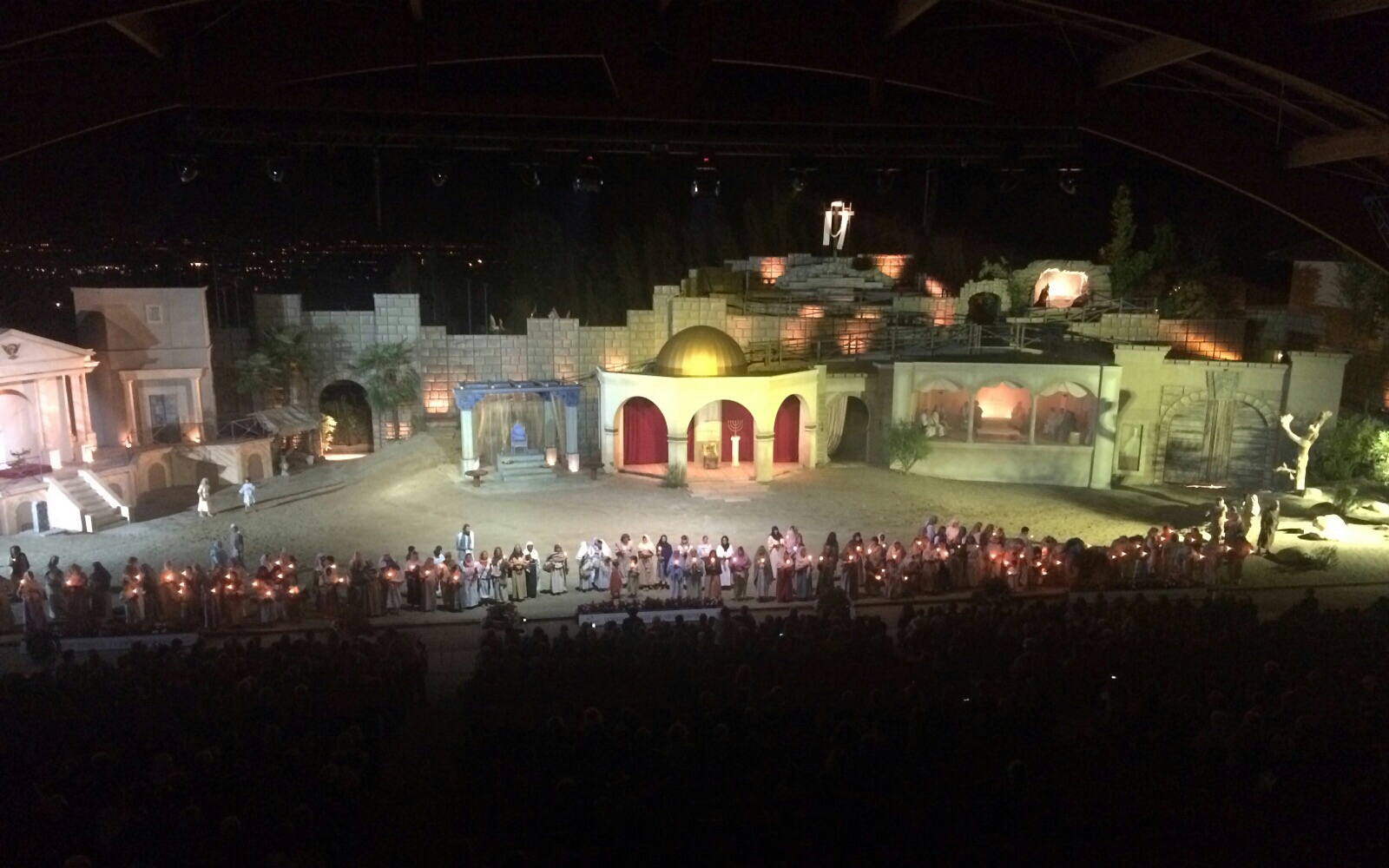
Il set della Passione 2015

## Amministrazione
Di seguito è presentata una tabella relativa alle amministrazioni che si sono succedute in questo comune.
| Periodo        | Periodo        | Primo cittadino      | Partito      | Carica  | Note   |
| -------------- | -------------- | -------------------- | ------------ | ------- | ------ |
| 24 aprile 1995 | 14 giugno 1999 | Pierfrancesco Nicolo | centro       | Sindaco | [ 13 ] |
| 14 giugno 1999 | 14 giugno 2004 | Pierfrancesco Nicolo | lista civica | Sindaco | [ 13 ] |
| 14 giugno 2004 | 8 giugno 2009  | Riccardo Lunardon    | lista civica | Sindaco | [ 13 ] |
| 8 giugno 2009  | 26 maggio 2014 | Riccardo Lunardon    | lista civica | Sindaco | [ 13 ] |
| 26 maggio 2014 | 27 maggio 2019 | Riccardo Lunardon    | lista civica | Sindaco | [ 13 ] |
| 27 maggio 2019 | 10 giugno 2024 | Alberto Monticone    | lista civica | Sindaco | [ 13 ] |
| 10 giugno 2024 | in carica      | Riccardo Lunardon    | lista civica | Sindaco | [ 13 ] |

### Altre informazioni amministrative
Il comune faceva parte della Comunità montana Valle dell'Elvo.